# Mi scappa la pipì, papà/Dai, compra
Mi scappa la pipì, papà/Dai, compra è un singolo di Pippo Franco, pubblicato nel 1979.

## Descrizione
Mi scappa la pipì, papà è un brano per bambini scritto da Pippo Franco, su musica di Bruno Tibaldi e arrangiamento di Gianni Mazza. 
Dai, compra era il lato B del disco, scritto da Gianni dell'Orso e Pippo Franco.
Nel brano un bambino deve andare al bagno, ovvero fare la pipì, nel momento clou di alcuni avvenimenti familiari (un matrimonio, la partita allo stadio, la visione di un film al cinema) con grande disappunto del padre.
Del brano esiste anche una versione cantata in spagnolo, dal titolo Me hago la pipí, papá.

## Accoglienza
Il 45 giri ebbe un notevole successo discografico, entrando nella classifica dei più venduti in Italia all'ottava posizione il 27 gennaio 1979, per poi stazionare in vetta dalla settimana del 10 febbraio, al 10 marzo rimanendo nella Top Ten per un totale di quindici settimane, fino al 5 maggio, e risultando il quindicesimo singolo più venduto dell'anno.

## Tracce
Lato A
1. Mi scappa la pipì, papà – 3:26 (Pippo Franco, Bruno Tibaldi)

Lato B
1. Dai, compra – 3:18 (Pippo Franco, Gianni Dell'Orso)